# Olympische Sommerspiele 1972/Teilnehmer (Kanada)
| Gelbes Symbol für Goldmedaillen mit stilisierten Olympischen Ringen | Graues Symbol für Silbermedaillen mit stilisierten Olympischen Ringen | Braundes Symbol für Bronzemedaillen mit stilisierten Olympischen Ringen |
| ------------------------------------------------------------------- | --------------------------------------------------------------------- | ----------------------------------------------------------------------- |
| —                                                                   | 2                                                                     | 3                                                                       |

Kanada nahm an den Olympischen Sommerspielen 1972 in München mit einer Delegation von 208 Athleten (158 Männer und 50 Frauen) an 136 Wettkämpfen in 18 Sportarten teil. Fahnenträger bei der Eröffnungsfeier war der Judoka Douglas Rogers.

## Medaillengewinner

### Silber
| Name            | Sportart  | Wettkampf                       |
| --------------- | --------- | ------------------------------- |
| Bruce Robertson | Schwimmen | Männer, 100 Meter Schmetterling |
| Leslie Cliff    | Schwimmen | Frauen, 400 Meter Lagen         |

### Bronze
| Name                                                                      | Sportart  | Wettkampf                   |
| ------------------------------------------------------------------------- | --------- | --------------------------- |
| Donna Gurr                                                                | Schwimmen | Frauen, 200 Meter Rücken    |
| Erik Fish, Bill Mahony, Bruce Robertson, Robert Kasting & William Kennedy | Schwimmen | Männer, 4 × 100 Meter Lagen |
| David Miller, John Ekels & Paul Côté                                      | Segeln    | Soling                      |

## Teilnehmer nach Sportarten

### Bogenschießen
| Männer - Elmer Ewert Einzel: 25. Platz - Don Jackson Einzel: 6. Platz - Wayne Pullen Einzel: 41. Platz | Frauen - Mary Grant Einzel: 11. Platz - Viola Muir Einzel: 39. Platz - Marjory Saunders Einzel: 32. Platz |

### Boxen
Männer
- Dale Anderson
Federgewicht: 2. Runde

- Leslie Hamilton
Bantamgewicht: 1. Runde

- Christopher Ius
Fliegengewicht: Achtelfinale

- Jose Martinez
Leichtgewicht: 1. Runde

- Carroll Morgan
Schwergewicht: Viertelfinale

### Fechten
| Männer - Magdy Conyd Florett, Einzel: 1. Runde Florett, Mannschaft: 1. Runde Degen, Mannschaft: 1. Runde - Robert Foxcroft Säbel, Einzel: 1. Runde - Herbert Obst Florett, Einzel: 1. Runde Florett, Mannschaft: 1. Runde Degen, Einzel: 1. Runde Degen, Mannschaft: 1. Runde - Gerry Wiedel Florett, Mannschaft: 1. Runde Degen, Einzel: 2. Runde Degen, Mannschaft: 1. Runde - Lester Wong Florett, Einzel: 1. Runde Florett, Mannschaft: 1. Runde Degen, Einzel: 1. Runde Degen, Mannschaft: 1. Runde | Frauen - Donna Hennyey Florett, Einzel: 1. Runde |

### Gewichtheben
Männer
- Keith Adams
Mittelgewicht: DNF

- Chun Hon Chan
Fliegengewicht: 13. Platz

- Price Morris
Schwergewicht: 22. Platz

- Wayne Wilson
Mittelschwergewicht: 17. Platz

### Judo
Männer
- Terry Farnsworth
Halbschwergewicht: 7. Platz

- Philip Illingworth
Mittelgewicht: 13. Platz

- William McGregor
Halbmittelgewicht: 18. Platz

- Douglas Rogers
Schwergewicht: 5. Platz
Offene Klasse: 5. Platz

- Alan Sakai
Leichtgewicht: 19. Platz

### Kanu
| Männer - Denis Barré Kajak-Zweier, 1000 Meter: Halbfinale Kajak-Vierer, 1000 Meter: Halbfinale - Jean Barré Kajak-Zweier, 1000 Meter: Halbfinale Kajak-Vierer, 1000 Meter: Halbfinale - William Griffith Canadier-Einer, Slalom: 19. Platz - Hermann Kerckhoff Kajak-Einer, Slalom: 37. Platz - Scott Lee Canadier-Zweier, 1000 Meter: Halbfinale - Eric Munshaw Kajak-Einer, Slalom: 34. Platz - Dean Oldershaw Kajak-Einer, 1000 Meter: Halbfinale Kajak-Vierer, 1000 Meter: Halbfinale - Heinz Poenn Kajak-EIner, Slalom: 35. Platz - James Reardon Kajak-Vierer, 1000 Meter: Halbfinale - John Wood Canadier-Einer, 1000 Meter: Hoffnungslauf Canadier-Zweier, 1000 Meter: Halbfinale | Frauen - Marjorie Homer-Dixon Kajak-Einer, 500 Meter: Halbfinale Kajak-Zweier, 500 Meter: Hoffnungslauf - Claudia Hunt Kajak-Zweier, 500 Meter: Hoffnungslauf |

### Leichtathletik
| Männer - John Beers Hochsprung: 6. Platz - Craig Blackman 4 × 400 Meter: Vorläufe - Kirk Bryde Stabhochsprung: kein gültiger Versuch in der Qualifikation - André Claude Speerwurf: 16. Platz in der Qualifikation - Rick Cuttell Hochsprung: 28. Platz in der Qualifikation - Rick Dowswell Speerwurf: 13. Platz in der Qualifikation - Ken Elmer 1500 Meter: Vorläufe - Bob Finlay 5000 Meter: Vorläufe - Charlie Francis 100 Meter: Viertelfinale - Ian Gordon 4 × 400 Meter: Vorläufe - John Hawkins Hochsprung: 9. Platz - Brian MacLaren 400 Meter: Vorläufe 4 × 400 Meter: Vorläufe - Rich McDonald 110 Meter Hürden: Halbfinale - Grant McLaren 5000 Meter: Vorläufe - Karl-Heinz Merschenz 50 Kilometer Gehen: DNF - Gerry Moro Zehnkampf: DNF - Tony Nelson 110 Meter Hürden: Vorläufe - Alex Oakley 50 Kilometer Gehen: 21. Platz - Bruce Pirnie Kugelstoßen: 17. Platz - Tony Powell 4 × 400 Meter: Vorläufe - Ain Roost Diskuswurf: 21. Platz in der Qualifikation - Bruce Simpson Stabhochsprung: 5. Platz - Bill Smart 1500 Meter: Vorläufe | Frauen - Debbie Brill Hochsprung: 8. Platz - Brenda Eisler Weitsprung: 22. Platz in der Qualifikation - Louise Hanna Hochsprung: 29. Platz in der Qualifikation - Abby Hoffman 800 Meter: 8. Platz - Diane Jones Fünfkampf: 10. Platz - Debbie Van Kiekebelt Weitsprung: 24. Platz in der Qualifikation Fünfkampf: 15. Platz - Glenda Reiser 1500 Meter: Halbfinale - Joyce Sadowick 400 Meter: Vorläufe - Thelma Wright 1500 Meter: Vorläufe |

### Moderner Fünfkampf
Männer
- Kenneth Maaten
Einzel: 56. Platz
Mannschaft: 19. Platz

- Scott Scheuermann
Einzel: 54. Platz
Mannschaft: 19. Platz

- George Skene
Einzel: 59. Platz
Mannschaft: 19. Platz

### Radsport
Männer
- Brian Chewter
Straßenrennen: 52. Platz
100 Kilometer Mannschaftszeitfahren: 23. Platz

- Gilles Durand
Straßenrennen: 72. Platz
100 Kilometer Mannschaftszeitfahren: 23. Platz

- Lindsay Gauld
Straßenrennen: DNF

- Ron Hayman
4000 Meter Einerverfolgung: 22. Platz in der Qualifikation
4000 Meter Mannschaftsverfolgung: 19. Platz in der Qualifikation

- Brian Keast
4000 Meter Mannschaftsverfolgung: 19. Platz in der Qualifikation

- Jocelyn Lovell
1000 Meter Zeitfahren: 15. Platz
4000 Meter Mannschaftsverfolgung: 19. Platz in der Qualifikation

- Jack McCullough
100 Kilometer Mannschaftszeitfahren: 23. Platz

- Ed McRae
Sprint: 4. Runde
4000 Meter Mannschaftsverfolgung: 19. Platz in der Qualifikation

- Tom Morris
Straßenrennen: 62. Platz
100 Kilometer Mannschaftszeitfahren: 23. Platz

### Reiten
- Clint Banbury
Vielseitigkeitsreiten, Einzel: DNF
Vielseitigkeitsreiten, Mannschaft: DNF

- Jim Day
Springen, Einzel: 4. Platz
Springen, Mannschaft: 6. Platz

- Jim Elder
Springen, Einzel: 43. Platz
Springen, Mannschaft: 6. Platz

- Robin Hahn
Vielseitigkeitsreiten, Einzel: DNF
Vielseitigkeitsreiten, Mannschaft: DNF

- Christilot Hanson-Boylen
Dressur, Einzel: 9. Platz
Dressur, Mannschaft: 6. Platz

- Jim Henry
Vielseitigkeitsreiten, Einzel: 32. Platz
Vielseitigkeitsreiten, Mannschaft: DNF

- Wendy Irving
Vielseitigkeitsreiten, Einzel: 44. Platz
Vielseitigkeitsreiten, Mannschaft: DNF

- Ian Millar
Springen, Mannschaft: 6. Platz

- Terrance Millar
Springen, Einzel: 31. Platz
Springen, Mannschaft: 6. Platz

- Cindy Neale-Ishoy
Dressur, Einzel: 26. Platz
Dressur, Mannschaft: 6. Platz

- Lorraine Stubbs
Dressur, Einzel: 30. Platz
Dressur, Mannschaft: 6. Platz

### Ringen
Männer
- Egon Beiler
Bantamgewicht, Freistil: 2. Runde

- Gordon Bertie
Fliegengewicht, Freistil: 6. Platz

- Pat Bolger
Federgewicht, Freistil: 4. Runde

- Harry Geris
Schwergewicht, Freistil: 3. Runde

- Taras Hyrb
Mittelgewicht, Freistil: 2. Runde

- Ronald Ouellet
Leichtgewicht, Freistil: 3. Runde

- George Saunders
Halbschwergewicht, Freistil: 2. Runde (Rückzug)

- Ole Sorensen
Leichtgewicht, griechisch-römisch: 2. Runde

- Alfred Wurr
Weltergewicht, Freistil: 2. Runde

### Rudern
Männer
- Barr & John McNiven
Doppelzweier: Hoffnungslauf

- Andrew van Ruyven & Richard Symsyk
Zweier ohne Steuermann: Hoffnungslauf

- Robert Battersby, Trevor Josephson & Michael Neary
Zweier mit Steuermann: 9. Platz

- Donald Curphey, Ian Gordon, Karel Jonker & Gregory Rokosh
Vierer ohne Steuermann: 9. Platz

- Michael Conway, Robert Cunliffe, Roger Jackson, Edgar Smith & James Walker
Vierer mit Steuermann: 12. Platz

### Schießen
- Gilmour Boa
Kleinkaliber, liegend: 50. Platz

- Bruno De Costa
Skeet: 25. Platz

- Bill Hare
Schnellfeuerpistole: 41. Platz

- Edward Jans
Freie Pistole: 32. Platz

- Alf Mayer
Kleinkaliber, Dreistellungskampf: 42. Platz
Kleinkaliber, liegend: 47. Platz

- James Platz
Trap: 29. Platz

- John Primrose
Trap: 7. Platz

- Donald Sanderlin
Skeet: 50. Platz

- Jules Sobrian
Schnellfeuerpistole: 29. Platz
Freie Pistole: 45. Platz

- Arne Sorensen
Kleinkaliber, Dreistellungskampf: 49. Platz

### Schwimmen
| Männer - Timothy Bach 4 × 100 Meter Freistil: 5. Platz - David Brumwell 200 Meter Lagen: Vorläufe 400 Meter Lagen: Vorläufe - Deane Buckboro 1500 Meter Freistil: Vorläufe 4 × 200 Meter Freistil: 7. Platz - Clay Evans 100 Meter Rücken: Vorläufe 200 Meter Lagen: Vorläufe - Erik Fish 100 Meter Rücken: Halbfinale 4 × 100 Meter Lagen: Bronze - John Hawes 200 Meter Rücken: Vorläufe - Ralph Hutton 200 Meter Freistil: 8. Platz 400 Meter Freistil: Vorläufe 4 × 200 Meter Freistil: 7. Platz - Ron Jacks 400 Meter Freistil: Vorläufe 200 Meter Schmetterling: Vorläufe - Doug Jamison 200 Meter Lagen: Vorläufe - Bob Kasting 100 Meter Freistil: Halbfinale 4 × 100 Meter Freistil: 5. Platz 100 Meter Schmetterling: Halbfinale 4 × 100 Meter Lagen: Bronze - William Kennedy 200 Meter Rücken: Vorläufe 4 × 100 Meter Lagen: Bronze - Byron MacDonald 100 Meter Schmetterling: 6. Platz 200 Meter Schmetterling: Vorläufe - Ian MacKenzie 200 Meter Freistil: Vorläufe 4 × 200 Meter Freistil: 7. Platz 100 Meter Rücken: Halbfinale 200 Meter Rücken: Vorläufe - Bill Mahony 100 Meter Brust: Halbfinale 200 Meter Brust: Vorläufe 4 × 100 Meter Lagen: Bronze - Brian Phillips 100 Meter Freistil: Halbfinale 4 × 100 Meter Freistil: 5. Platz 4 × 200 Meter Freistil: 7. Platz - Bruce Robertson 100 Meter Freistil: Vorläufe 200 Meter Freistil: Vorläufe 400 Meter Freistil: Vorläufe 4 × 100 Meter Freistil: 5. Platz 4 × 200 Meter Freistil: 7. Platz 100 Meter Schmetterling: Silber 4 × 100 Meter Lagen: Bronze - Robert Stoddart 100 Meter Brust: Halbfinale 200 Meter Brust: Vorläufe - Mike Whitaker 100 Meter Brust: Vorläufe 200 Meter Brust: Vorläufe | Frauen - Debbie Bengtson 400 Meter Lagen: Vorläufe - Leslie Cliff 4 × 100 Meter Freistil: 7. Platz 200 Meter Rücken: 8. Platz 100 Meter Schmetterling: Vorläufe 200 Meter Lagen: 5. Platz 400 Meter Lagen: Silber 4 × 100 Meter Lagen: 7. Platz - Wendy Cook-Hogg 100 Meter Freistil: Halbfinale 4 × 100 Meter Freistil: 7. Platz 100 Meter Rücken: 5. Platz 200 Meter Rücken: Vorläufe 4 × 100 Meter Lagen: 7. Platz - Marilyn Corson 100 Meter Schmetterling: Halbfinale 4 × 100 Meter Lagen: 7. Platz - Sylvia Dockerill 100 Meter Brust: Vorläufe 4 × 100 Meter Lagen: 7. Platz - Donna Gurr 100 Meter Rücken: Halbfinale 200 Meter Rücken: Bronze - Brenda Holmes 800 Meter Freistil: Vorläufe - Karen James 200 Meter Lagen: Vorläufe - Karen LeGresley 200 Meter Freistil: Vorläufe 800 Meter Freistil: Vorläufe - Anne Marie McCaffrey 400 Meter Freistil: Vorläufe - Jennifer McHugh 200 Meter Schmetterling: Vorläufe 400 Meter Lagen: Vorläufe - Martha Nelson 200 Meter Lagen: Vorläufe - Rose-Marie Pepe 200 Meter Brust: Vorläufe - Cathy Raftery 100 Meter Rücken: Vorläufe - Mary Beth Rondeau 100 Meter Freistil: Vorläufe 200 Meter Freistil: Vorläufe 400 Meter Freistil: Vorläufe 800 Meter Freistil: Vorläufe 4 × 100 Meter Freistil: 7. Platz - Susan Smith 100 Meter Schmetterling: Vorläufe - Merrily Stratten 200 Meter Freistil: Vorläufe - Marian Stuart 100 Meter Brust: Vorläufe 200 Meter Brust: Vorläufe - Jane Wright 100 Meter Brust: Vorläufe 200 Meter Brust: Vorläufe - Judy Wright 100 Meter Freistil: Vorläufe 4 × 100 Meter Freistil: 7. Platz |

### Segeln
- John Clarke
Finn-Dinghy: 20. Platz

- Peter Bjorn & Ian Bruce
Star: 12. Platz

- Edward Hains & Lawrence Scott
Tempest: 15. Platz

- Donald Andrews & Peter Byrne (& Evert Bastet)[1]
Flying Dutchman: 15. Platz

- Paul Côté, John Ekels & David Miller
Soling: Bronze

- Neil Gunn, Frank Hall & Allan Leibel
Drachen: 9. Platz

### Turnen
| Männer - Bruce Medd Einzelmehrkampf: 112. Platz in der Qualifikation Boden: 112. Platz in der Qualifikation Barren: 112. Platz in der Qualifikation Reck: 113. Platz in der Qualifikation - Stephen Mitruk Einzelmehrkampf: 97. Platz in der Qualifikation Boden: 109. Platz in der Qualifikation Pferd: 82. Platz in der Qualifikation Barren: 108. Platz in der Qualifikation Reck: 88. Platz in der Qualifikation Ringe: 104. Platz in der Qualifikation Seitpferd: 62. Platz in der Qualifikation - André Simard Einzelmehrkampf: 104. Platz in der Qualifikation Boden: 104. Platz in der Qualifikation Pferd: 93. Platz in der Qualifikation Barren: 102. Platz in der Qualifikation Reck: 97. Platz in der Qualifikation Ringe: 97. Platz in der Qualifikation Seitpferd: 99. Platz in der Qualifikation | Frauen - Lise Arsenault-Goertz Einzelmehrkampf: 68. Platz in der Qualifikation Mannschaftsmehrkampf: 11. Platz Boden: 53. Platz in der Qualifikation Pferd: 51. Platz in der Qualifikation Stufenbarren: 71. Platz in der Qualifikation Schwebebalken: 100. Platz in der Qualifikation - Susan Buchanan Einzelmehrkampf: 91. Platz in der Qualifikation Mannschaftsmehrkampf: 11. Platz Boden: 82. Platz in der Qualifikation Pferd: 52. Platz in der Qualifikation Stufenbarren: 74. Platz in der Qualifikation Schwebebalken: 116. Platz in der Qualifikation - Jennifer Diachun Einzelmehrkampf: 50. Platz in der Qualifikation Mannschaftsmehrkampf: 11. Platz Boden: 30. Platz in der Qualifikation Pferd: 46. Platz in der Qualifikation Stufenbarren: 60. Platz in der Qualifikation Schwebebalken: 62. Platz in der Qualifikation - Nancy McDonnell Einzelmehrkampf: 57. Platz in der Qualifikation Mannschaftsmehrkampf: 11. Platz Boden: 72. Platz in der Qualifikation Pferd: 37. Platz in der Qualifikation Stufenbarren: 63. Platz in der Qualifikation Schwebebalken: 67. Platz in der Qualifikation - Teresa McDonnell Einzelmehrkampf: 55. Platz in der Qualifikation Mannschaftsmehrkampf: 11. Platz Boden: 43. Platz in der Qualifikation Pferd: 52. Platz in der Qualifikation Stufenbarren: 71. Platz in der Qualifikation Schwebebalken: 41. Platz in der Qualifikation - Sharon Tsukamoto Einzelmehrkampf: 80. Platz in der Qualifikation Mannschaftsmehrkampf: 11. Platz Boden: 90. Platz in der Qualifikation Pferd: 75. Platz in der Qualifikation Stufenbarren: 82. Platz in der Qualifikation Schwebebalken: 79. Platz in der Qualifikation |

### Wasserball
Männer
- 16. Platz

- Kader
Clifford Barry
Gabor Csepregi
Jack Gauldie
David Hart
Stephen Hart
Guy Leclerc
Donald Packer
Willem Vanderpol
Patrick Pugliese
Alan Pyle
Robert Thompson

### Wasserspringen
| Männer - Scott Cranham Kunstspringen: 14. Platz in der Qualifikation Turmspringen: 27. Platz in der Qualifikation - Ron Friesen Kunstspringen: 25. Platz in der Qualifikation Turmspringen: 20. Platz in der Qualifikation - Kenneth Sully Kunstspringen: 16. Platz in der Qualifikation Turmspringen: 29. Platz in der Qualifikation | Frauen - Beverly Boys Kunstspringen: 5. Platz Turmspringen: 14. Platz in der Qualifikation - Liz Carruthers Kunstspringen: 20. Platz in der Qualifikation - Nancy Robertson 7. Platz - Kathy Rollo 9. Platz - Teri York Kunstspringen: 19. Platz in der Qualifikation |